# Chris Van Dusen
Chris Van Dusen er en amerikansk tv-producent og manuskriptforfatter. Han er skaberen og den udøvende producent af tv-serien Bridgerton, og fungerede som showrunner i sæson et og to.